# Intel MPX
Intel MPX (англ. Memory Protection Extensions) — набір розширень архітектури x86, запропонований Intel. З відповідною підтримкою компілятора, бібліотеки середовища виконання і операційної системи, MPX мав на меті підвищення захищеності програмного забезпечення комп'ютерів шляхом перевірки вказівників, які можуть потенційно приводити до переповнення буфера.

## Розширення
Intel MPX додає до стандартної архітектури x86 кілька нових регістрів спеціально для перевірки меж ділянок пам'яті (англ. bound registers, «межові регістри»), і нові інструкції для роботи з цими регістрами. Додатково вводиться набір так званих «таблиць меж» (англ. bound tables), де зберігаються значення меж, що не вмістилися у межові регістри.
Нові межові регістри — 128-розрядні, названі від BND0 до BND3. Кожен регістр містить пару 64-розрядних значень: нижню межу LB (англ. lower bound) і верхню межу UB (англ. upper bound) буфера пам'яті. Верхня межа зберігається у оберненому коді; конверсія здійснюється інструкціями BNDMK («створити межу», англ. create bounds) і BNDCU («перевірити верхню межу», англ. check upper bound). Два регістра конфігурації BNDCFGx (BNDCFGU у просторі користувача, і BNDCFGS у режимі ядра), а також регістр статусу BNDSTATUS, який надає адресу і код помилки у випадку порушення доступу.
Для збереження меж у пам'яті використовується дворівнева трансляція адрес. Верхній рівень складається з каталога меж (англ. Bounds Directory, BD), і створюється при старті програми. Кожен елемент каталога є або порожнім, або містить вказівник на таблицю меж (англ. Bounds Table, BT), що створюється динамічно, і яка містить множину меж і відповідних лінійних адрес вказівників. Інструкції «завантажити межі» (BNDLDX, англ. bounds load) і «зберегти межі» (BNDSTX, англ. store bounds) прозоро здійснюють трансляцію адрес і меж у відповідному елементі таблиці меж.
Вперше реалізація MPX з'явилася у мікроархітектурі Intel Skylake.
Мікроархітектура Intel Goldmont також підтримує MPX.